# Daniel Vivian
Daniel Vivian (Foča, 17 giugno 1963) è un attore bosniaco.
È conosciuto in Italia per aver partecipato alla seconda stagione di Un passo dal cielo nel ruolo di Nikolaj Yelisev al fianco di Terence Hill.

## Biografia
Daniel Vivian inizia a recitare con il regista bosniaco Pjer Žalica nei suoi corti sperimentali.
Interpreta lo spettacolo Happiness, how much does it cost? monologo tragicomico scritto con Alessandra Scaramuzza, messo in scena a Edimburgo e Londra.

## Cinema e televisione
Dopo l'esperienza teatrale esordisce nel film Blues Brothers: Il mito continua di John Landis, a cui segue la parte di Ahmed Alia nella serie televisiva Falcone trasmesso dalla CBS. Interpreta il ruolo del Canadese nel film X-Men con Hugh Jackman. Segue l'interpretazione di Vinnie nel film cult At the End of the Day - Un giorno senza fine per la regia di Cosimo Alemà. Il grande pubblico televisivo italiano lo conosce grazie alla parte del cattivo Nikolaj Yelisev nella serie Un passo dal cielo con Terence Hill. Vivian co-produce e interpreta il lungometraggio indipendente Evidence of Existence e torna sul grande schermo con Zombie Massacre, a cui seguono The Perfect Husband, Morning Star ed il documentario Smash and Grab. Attualmente Vivian sta lavorando alla serie televisiva The Young Pope per la regia di Paolo Sorrentino.

## Filmografia
- Blues Brothers: Il mito continua (1998)
- X-Men (2000)
- At the End of the Day - Un giorno senza fine (2011)
- The Seasoning House (2012)
- Un passo dal cielo - serie TV, 4 episodi (2012)
- Evidence of Existence (2012)
- Zombie Massacre (2013)
- The Perfect Husband (2013)
- Smash & Grab (2013)
- Morning Star (2014)
- The Young Pope (2016)
- La musica del silenzio, regia di Michael Radford (2017)
- Il ragazzo invisibile - Seconda generazione, regia di Gabriele Salvatores (2018)
- Tutto il mio folle amore, regia di Gabriele Salvatores (2019)